# Dead Landes
Dead Landes est une série télévisée dramatique et humoristique réalisée par François Descraques et François Uzan. Sa diffusion a lieu du 3 au 17 décembre 2016 sur France 4.
Cette comédie, inspirée par Lost : Les Disparus,, Les Bronzés, et The Walking Dead, met en place un mélange des genres cinématographiques (un univers de survie et d'action avec des acteurs humoristiques, tels que Thomas VDB) avec un found footage continu. Les caméras sont donc les caméras d'une chaîne d'information télévisée venue au camping L'Escapade pour un reportage sur la fin des vacances ainsi que quelques caméras de surveillances et d'actions.
Une web-série, du nom de Dead Floor, dont le premier épisode est diffusé le 28 novembre 2016 sur YouTube, se déroule dans le même univers que cette fiction. Par exemple, le personnage de Max (FloBer) qui apparaît dans l'épisode 6 de Dead Landes est un des personnages principaux de Dead Floor.

## Synopsis
C'est la fin de l'été à l'Escapade, un petit camping au bord de la faillite au cœur des Landes. Alors qu'une équipe de télévision est venue tourner un reportage sur la fin des vacances, de mystérieuses catastrophes surviennent : tremblements de terre, colonnes de feu, chutes d'objets non identifiés... et surtout l'apparition d'un étrange brouillard mortel qui encercle la région. Pris au piège, coupés de toute civilisation, les survivants du camping vont essayer de survivre et de comprendre ce qui se passe. Mais très vite, des événements imprévus s'enchaînent; tandis que de terrifiants secrets du passé ressurgissent, les cadavres s'empilent, et la folie menace tous les survivants, tous en danger de mort...

## Fiche technique
Sauf indication contraire ou complémentaire, les informations mentionnées dans cette section proviennent du générique de fin de l'œuvre audiovisuelle présentée ici.
- Titre original : Dead Landes
- Réalisation : François Descraques
- Scénario : François Uzan (tous épisodes), François Descraques (1, 2 et 10), Éric Verat (3 et 8), Éric Delafosse (4 et 9), Claire Le Luhen (5, 6 et 7)
- Musique : Jimmy Tiller
- Direction artistique : François Uzan
- Décors : Marine Fronty
- Photographie : Mathieu Andrieux
- Costumes : Priscilla Delault
- Direction du casting : Okinawa Guérard
- Montage : Rémy Argaud
- Production : Armèle Monfort et Valérie Vancauwenberge
- Société de production : Shine France Films
- Société de distribution : Endemol Shine International
- Pays :  France
- Diffuseur : France Télévisions
- Durée des épisodes : environ 25 minutes
- Genre : comédie, fantastique, science-fiction, drame
- Date de diffusion : 3 décembre 2016

## Distribution
Sauf indication contraire, les informations mentionnées dans cette section peuvent être confirmées par la base de données cinématographiques IMDb,  présente dans la section « Liens externes ».
- Julie Farenc-Deramond : Agathe
- Thomas VDB : Michel
- Baptiste Lecaplain : Julien
- Yacine Belhousse : Sam
- Sören Prévost : Clovis
- Adrianna Gradziel : Natalia
- David Salles : Père Cohen
- François Descraques : un client (caméo)
- Stéphane Tasimovicz : Le vacancier
- Serge Requet-Barville : M. Berger
- Muriel Gaudin : Mme Berger
- Lola Parmentier : Petite fille Berger
- Renaud Gaillardon : Petit garçon Berger
- Sylvie Gravagna : Mme Roncin
- Emmanuelle Lanfray : La jolie vacancière
- Vinciane Millereau : Laurence
- François Pérache : Fabrice
- Fabrice Adde : Le Rôdeur
- Brice Fournier : Paul
- Dan Herzberg : Richard
- Édouard Court : Nicolas
- Antoine Daniel : Alex
- FloBer : Max
- Tiphaine Daviot : Manon
- Julien Josselin : Hugo
- Clara Doxal : Amélie
- Djena Tsimba : Leila
- Philippe Résimont : Capitaine Beaumont
- Anthony Dupray : Soldat Guireau
- Sébastien Magne : Soldat Lancret
- Monsieur Poulpe : Le professeur
- Bruno Gouery : Assistant

## Épisodes
1. Et sa colère s'abattit
2. Et l'horizon s'enflamma
3. Et les ténèbres s'épaissirent
4. Et un étranger apparut
5. Et les premiers nés moururent
6. Et la fièvre les consuma
7. Et les voix se turent
8. Et l'espoir s'éteignit
9. Et les morts se relevèrent
10. Et la spirale se referma

## Transmédia

### Dead Floor
Dead Floor est une web-série en cinq épisodes, décrivant des événements se déroulant en parallèle de ceux dépeints dans Dead Landes[réf. souhaitée]. Elle suit les mésaventures de cinq étudiants en médecine, venus fêter la fin de leurs examens à l'Armagedance, une boîte de nuit dans la même région que le camping l'Escapade. Lors de l’apparition du brouillard, ils vont se retrouver coincés dans les lieux, sans moyen de communiquer.
Cette web-série, spin-off de Dead Landes, contribue à développer les personnages secondaires[réf. nécessaire] et donne des éléments aidant à la compréhension de l'intrigue[réf. nécessaire].
Elle a été mise en ligne sur la chaîne YouTube du Studio 4, à raison d'un épisode par jour entre le 28 novembre et le 2 décembre 2016.

### Page Facebook du camping de Michel
Une page, sur le réseau social Facebook, du camping de Michel est créée le 26 juin 2016. Des photos des soirées organisées dans le camping ont été diffusées jusqu'au jour de la « catastrophe ». À partir du 22 novembre, de courtes vidéos appelées Fragments sont postées sur cette page. Celles-ci apportent des éléments complémentaires pour la compréhension de l'intrigue. Le titre de ces vidéos comprend également un message codé en système hexadécimal.

## Accueil
Pierre Langlais de Télérama trouve que cette série, « inspirée (avec pas mal de second degré) par Lost et Les Bronzés », « malgré des personnages sympathiques, [...] peine à trouver ses marques, charge trop son intrigue, souffre d'une interprétation inégale et abuse de certains effets dans sa mise en scène façon « found footage » ». Il ajoute qu'« à défaut de moyens, [les réalisateurs] ont des idées » et que c'est « une louable envie d'imaginer quelque chose d'inédit à la française ».

## Audiences
Les quatre premiers épisodes de la série, diffusés le samedi 3 décembre 2016 en première partie de soirée, ont attiré 260 000 spectateurs soit 1 % de part d'audience. Cependant, les six suivants, déplacés par lots de 3 à 22h40, ont été beaucoup moins regardés. Les trois derniers n'ont rassemblés que 36 000 personnes, pour 0,2 % de part d'audience auprès de l'ensemble du public. Le replay a également attiré 25 000 visionneurs.
Le site de Télé Loisirs voit les choses d'un meilleur œil et pense à des « résultats [...] satisfaisants [qui] laissent penser qu’une saison 2 pourrait voir le jour ».
En octobre 2018, le réalisateur François Descraques, invité sur le podcast "La loi des séries" de VL Media, s'est exprimé sur l'avenir très incertain de la série et la possibilité d'une saison 2. Ceci est dû principalement au basculement de la chaîne France 4 vers le numérique, et la fusion des maisons de production Shine France Films et Endemol, ayant entraîné le départ des producteurs de la série.